# العلاقات الوسط إفريقية الصربية
العلاقات الوسط أفريقية الصربية هي العلاقات الثنائية التي تجمع بين جمهورية أفريقيا الوسطى وصربيا.

## مقارنة بين البلدين
هذه مقارنة عامة ومرجعية للدولتين:
| وجه المقارنة                                              | جمهورية أفريقيا الوسطى      | صربيا                                                      |
| --------------------------------------------------------- | --------------------------- | ---------------------------------------------------------- |
| المساحة (كم2)                                             | 622.98 ألف                  | 88.36 ألف                                                  |
| عدد السكان (نسمة)                                         | 4.66 مليون                  | 7.02 مليون                                                 |
| الكثافة السكانية (ن./كم²)                                 | 7.48                        | 79.45                                                      |
| العاصمة                                                   | بانغي                       | بلغراد                                                     |
| اللغة الرسمية                                             | لغة فرنسية، اللغة السانغوية | اللغة الصربية                                              |
| العملة                                                    | فرنك وسط أفريقي             | دينار صربي                                                 |
| الناتج المحلي الإجمالي (بليون دولار)                      | 1.95 مليار                  | 41.43 مليار                                                |
| الناتج المحلي الإجمالي (تعادل القوة الشرائية) بليون دولار | 3.03 مليار                  | 100.13 مليار                                               |
| الناتج المحلي الإجمالي الاسمي للفرد دولار أمريكي          | 323                         | 5.24 ألف                                                   |
| الناتج المحلي الإجمالي للفرد دولار أمريكي                 | 594                         | 13.59 ألف                                                  |
| مؤشر التنمية البشرية                                      | 0.350                       | 0.771                                                      |
| رمز المكالمات الدولي                                      | +236                        | +381                                                       |
| رمز الإنترنت                                              | .cf                         | .rs، .срб ‏                                                 |
| المنطقة الزمنية                                           | ت ع م+01:00                 | توقيت وسط أوروبا، ت ع م+01:00، ت ع م+02:00، أوروبا/بلغراد ‏ |

## منظمات دولية مشتركة
يشترك البلدان في عضوية مجموعة من المنظمات الدولية، منها:
| علم المنظمة | اسم المنظمة                               | تاريخ انضمام جمهورية أفريقيا الوسطى | تاريخ انضمام صربيا |
| ----------- | ----------------------------------------- | ----------------------------------- | ------------------ |
|             | مؤسسة التنمية الدولية                     | 27 أغسطس 1963                       | 25 فبراير 1993     |
|             | يونسكو                                    | 11 نوفمبر 1960                      | 20 ديسمبر 2000     |
|             | وكالة ضمان الاستثمار متعدد الأطراف        | 8 سبتمبر 2000                       | 19 مارس 1993       |
|             | الأمم المتحدة                             | 20 سبتمبر 1960                      | 1 نوفمبر 2000      |
|             | الفريق المعني برصد الأرض                  | ?                                   | ?                  |
|             | الاتحاد البريدي العالمي                   | ?                                   | ?                  |
|             | البنك الدولي للإنشاء والتعمير             | 10 يوليو 1963                       | 25 فبراير 1993     |
|             | الاتحاد الدولي للاتصالات                  | 2 ديسمبر 1960                       | 1 يونيو 2001       |
|             | منظمة حظر الأسلحة الكيميائية              | ?                                   | ?                  |
|             | مؤسسة التمويل الدولية                     | 1 أبريل 1991                        | 25 فبراير 1993     |
|             | المركز الدولي لتسوية المنازعات الاستشارية | 14 أكتوبر 1966                      | 8 يونيو 2007       |
|             | منظمة الشرطة الجنائية الدولية             | ?                                   | ?                  |

## وصلات خارجية
- موقع وزارة الخارجية الصربية